# Acmonia
Acmonia (Akmonia, greacă veche Ἀκμωνία) a fost o cetate dacică pe valea Oltețului, menționată de Ptolemeu. Se identifica cu localitatea actuală Polovragi,
așa cum reiese după harta lui Ptolomeu și coordonatele geografice stabilite de Ptolomeu în comparație cu actualele coordonate geografice fiind pe drumul Phrateria (Grădiștea de Valcea) pana la Sarmisegetuza.